# Belz
Belz (en hebreu: בעלז) és una dinastia hassídica que va ser fundada en el poble de Belz a Ucraïna, prop de la frontera polonesa, en un territori que antigament havia format part de la Corona del Regne de Polònia. La dinastia va ser fundada a principis del segle xix pel rabí Shalom Rokeach, també conegut com a Sar Shalom, i va ser liderada pel seu fill, el rabí Yehoshua Rokeach, i pel seu net, el rabí Yissacar Dov, i pel seu besnet, el rabí Aharon. Va ser precisament el rabí Aharon qui liderava la dinastia de Belz, just abans de la invasió nazi de Polònia l'any 1939. Tot i que el rabí Aharon va poder fugir d'Europa, la major part dels jasidim de Belz van ser assassinats. El rabí Aharon va establir de nou la dinastia a Tel-Aviv, Israel. Actualment Belz és una de les majors dinasties hassídiques que són presents a Israel, i també té una presència considerable a Anglaterra, Brooklyn, Nova York, i el Canadà.